# Жганец, Винко
 Винко Жганец  (хорв. Vinko Žganec; 22 января 1890, Вратишинец — 12 декабря 1976, Загреб) — хорватский фольклорист и этнограф.

## Биография
Член хорватской академии наук и искусств. Окончил юридический факультет Загребского университета. Уроки музыки брал y Ф. Дугана и B. Розенберга-Ружича в Загребе. Несколько лет работал юристом. B 1945— 1948 годах — музыковед Этнографического музея, в 1948 — 1964 годах — научный сотрудник, в 1948 — 1952 годах — директор Института народного искусства, в 1948 — 1967 годах — профессор Музыкальной академии в Загребе, где читал курс музыкального фольклора.
Жганец — один из крупнейших югославских фольклористов. Участник многих этнографических экспедиций, он записал около 15 000 народных напевов Меджимурья и других областей Югославии, a также отдельных районов Австрии и Венгрии, в которых особенно заметна связь с культурой и фольклором Меджимурья. Автор книг, многих статей, посвящённых югославскому музыкальному фольклору, отличаются оригинальностью научного анализа интонации и структурных особенностей записанных им народных мелодий, также обработал много народных песен для различных вокальных и инструментальных составов.
Произведения
- Starjesinstvo ili kapitanjstvo (svatovski običaj), Čakovec, 1921;
- Kroatische Volksweisen und Volkstänze, Zagreb, 1944;
- Muzički folklor, I, Zagreb, 1962.

Издание (фольклорные сборники):
- Hrvatske narodne pjesme i plesovi, Zagreb, 1951;
- Međimurje u svojim pjesmama, Zagreb, 1958 (обе сборки вместе с Н. Сремецом)
- Hrvatske narodne popijevke iz Koprivnice i okoline, Zagreb, 1962;
- Zbirka gradišćanskih narodnih pjesmama, Čakovec, 1964 (обе сборки вместе с Н. Сремецом) и другие.